# Хамада Тіхо
Тіхо Хамада (яп. 浜田 千穂; нар. 17 листопада 1992) —  японська борчиня вільного стилю, чемпіонка світу, дворазова володарка та бронзова призерка Кубків світу.

## Життєпис
Боротьбою займається з 1999 року. Була чемпіонкою світу 2012 року серед юніорів. Триразова чемпіонка Азії серед юніорів (2010, 2011, 2012). Дворазова чемпіонка Азії серед кадетів (2006, 2008). У 2014 році стала чемпіонкою світу серед студентів.
Виступає за борцівський клуб Японського університету спортивної науки. Тренер — Сінго Мацумото.

## Спортивні результати на міжнародних змаганнях

### Виступи на Чемпіонатах світу
| Змагання                        | Збірна | Вагова категорія          | Місце  |
| ------------------------------- | ------ | ------------------------- | ------ |
| Чемпіонат світу з боротьби 2014 | Японія | жіноча боротьба, до 55 кг | Золото |

### Виступи на Чемпіонатах Азії
| Змагання                       | Збірна | Вагова категорія          | Місце |
| ------------------------------ | ------ | ------------------------- | ----- |
| Чемпіонат Азії з боротьби 2014 | Японія | жіноча боротьба, до 55 кг | 7     |

### Виступи на Кубках світу
| Змагання                    | Збірна | Вагова категорія          | Місце  |
| --------------------------- | ------ | ------------------------- | ------ |
| Кубок світу з боротьби 2013 | Японія | жіноча боротьба, до 55 кг | Бронза |
| Кубок світу з боротьби 2014 | Японія | жіноча боротьба, до 55 кг | Золото |
| Кубок світу з боротьби 2015 | Японія | жіноча боротьба, до 53 кг | Золото |

### Виступи на інших змаганнях
| Змагання                                        | Збірна | Вагова категорія          | Місце  |
| ----------------------------------------------- | ------ | ------------------------- | ------ |
| Klippan Lady Open 2010                          | Японія | жіноча боротьба, до 55 кг | Срібло |
| Золотий Гран-прі з боротьби 2010 (Кліппан )     | Японія | жіноча боротьба, до 55 кг | Срібло |
| Чемпіонат світу з боротьби серед студентів 2012 | Японія | жіноча боротьба, до 55 кг | 10     |
| Чемпіонат світу з боротьби серед студентів 2014 | Японія | жіноча боротьба, до 55 кг | Золото |
| Золотий Гран-прі з боротьби 2014 (Баку)         | Японія | жіноча боротьба, до 55 кг | Золото |
| Гран-прі «Іван Яригін» 2016                     | Японія | жіноча боротьба, до 53 кг | Срібло |
| Золотий Гран-прі з боротьби 2016                | Японія | жіноча боротьба, до 58 кг | 5      |

### Виступи на змаганнях молодших вікових груп
| Змагання                                      | Збірна | Вагова категорія          | Місце  |
| --------------------------------------------- | ------ | ------------------------- | ------ |
| Чемпіонат Азії з боротьби серед юніорів 2010  | Японія | жіноча боротьба, до 55 кг | Золото |
| Чемпіонат Азії з боротьби серед юніорів 2011  | Японія | жіноча боротьба, до 55 кг | Золото |
| Чемпіонат Азії з боротьби серед юніорів 2012  | Японія | жіноча боротьба, до 55 кг | Золото |
| Чемпіонат світу з боротьби серед юніорів 2012 | Японія | жіноча боротьба, до 59 кг | Золото |
| Чемпіонат Азії з боротьби серед кадетів 2006  | Японія | жіноча боротьба, до 43 кг | Золото |
| Чемпіонат Азії з боротьби серед кадетів 2008  | Японія | жіноча боротьба, до 52 кг | Золото |